# مان أريناس
مان أريناس (بالإسبانية: Man Arenas)‏ هو فنان قصص مصورة بلجيكي وإسباني، ولد في 25 أبريل 1966 في بروكسل في بلجيكا.

## وصلات خارجية
- مان أريناس على موقع IMDb (الإنجليزية)
- مان أريناس على موقع قاعدة بيانات الفيلم (الإنجليزية)
- مان أريناس على موقع كينوبويسك (الروسية)